# Kaas (Rapper)
Kaas (Eigenschreibweise: KAAS; * 13. August 1982 in Kattowitz, Polen; bürgerlich Lukas Michalczyk) ist ein deutsch-polnischer Rapper aus Reutlingen, der bei dem Label Optik Records unter Vertrag stand und nach dessen Schließung seine Alben über Chimperator Productions publiziert. Er ist auch als Mitglied der Gruppen Die Orsons und Bassquiat bekannt.

## Werdegang
Kaas wurde in Polen geboren. Im Alter von 14 Jahren begann er Rap-Musik zu machen. Mit 19 Jahren gründete er mit Sucuk Ufuk und Tua die Gruppe Bassquiat, mit der er 2007 das gemeinsame Album BQ 4 life veröffentlichte. Für gemeinsame Titel konnte das Trio den Berliner Kool Savas und Samy Deluxe gewinnen. Durch die Gründung von Bassquiat lernte Kaas die Mitarbeiter des Labels Optik Records kennen, bei dem er schließlich einen Vertrag erhielt.
Kaas bildet außerdem zusammen mit den Hip-Hop-Musikern Tua, Maeckes und Plan B die Formation Die Orsons. Vom 2. Mai bis zum 6. Juni 2008 war er zusammen mit der Gruppe sowie den Rappern Casper, Pimpulsiv und Vega auf Fast wie Las Vegas-Tournee. Am 25. Juli 2008 wurde unter dem Titel Das Album das erste Album von Die Orsons veröffentlicht.
Nachdem Kool Savas am 31. Juli 2008 die Auflösung des Labels Optik Records für 2009 angekündigt hatte, wurde Kaas bei dem Stuttgarter Label Chimperator Productions unter Vertrag genommen. Der Leiter des Labels, an das sich zuvor bereits die Rapper Maeckes & Plan B vertraglich gebunden hatten, nannte als Begründung für die Wahl des Musikers, dass dieser „eine[r] der talentiertesten und fokussiertesten Künstler“ des deutschen Hip-Hops sei.
In der folgenden Zeit trat Kaas vor allem durch Gastbeiträge auf Alben befreundeter Rapper auf. Er tritt etwa auf dem Album Gorilla von Kodimey und John Bello Story 2 von Kool Savas in Erscheinung. Die Lieder Der Beweis 2 Mammut Remix und Brainwash der John Bello Story 2 wurden als Video mit Kaas umgesetzt. Am 12. Dezember 2008 veröffentlichte Kaas die EP Der Garten der Liebe kostenlos im Internet. Die 14 Stücke der EP wurden unter anderem von Christyle und Tua produziert. Anfang 2009 begleitete er Savas, Franky Kubrick, Ercandize, Caput, Amar und Moe Mitchell bei der Abschiedstournee von Optik Records.
Vom 28. März bis zum 2. Mai 2009 absolvierte der Rapper eine Tournee unter dem Titel : D Tour 2009.
Am 26. Januar 2018 veröffentlichte Kaas die fünf Titel umfassende Zucker EP.

## Kontroverse umAmok Zahltag
→ siehe auch Artikel T.A.F.K.A.A.Z. :D
Die Veröffentlichung des ersten Albums von Kaas musste mehrfach verschoben werden. Ursprünglich sollte es am 13. März 2009 unter dem Titel Amokzahltag :D erscheinen, was an einem Produktionsfehler scheiterte. Die erste Auflage wurde deshalb eingestampft und das Veröffentlichungsdatum auf den 20. März 2009 verschoben. Mit Amok Zahltag wurde das Titellied, in dem Kaas einen Amoklauf aus Sicht des Täters schildert, als Video umgesetzt. Das Video führte zu einer Kontroverse, nachdem beim Amoklauf von Winnenden am 11. März 2009 16 Menschen getötet worden waren. Amok Zahltag erfuhr eine breite mediale Rezeption, darunter in der Talkshow Hart aber fair. Durch die Ereignisse in Winnenden verzichtete Chimperator Productions zunächst auf die Veröffentlichung des Albums. Am 22. Mai 2009 wurde Kaas’ Album schließlich mit einer leicht veränderten Titelliste über das Stuttgarter Label veröffentlicht. Der Titel des Albums wurde zudem in The Album formerly known as Amokzahltag :D umbenannt und die Cover der neuen Auflage von Kaas manuell neu beschriftet. In einer weiteren Auflage, die nach dem Verkauf der ersten 3000 Exemplare gepresst worden war, wurden der neue Titel und die Titelliste gedruckt. Das Album schaffte es auf Platz 100 der Albumcharts.

## Diskografie
Alben
| Cover | Titel                        | Jahr | Kommentar                                  |
| ----- | ---------------------------- | ---- | ------------------------------------------ |
|       | BQ 4 Life                    | 2007 | Album mit Sucuk Ufuk und Tua als Bassquiat |
|       | Der Garten der Liebe         | 2008 | Kostenlose Internet-EP                     |
|       | T.A.F.K.A.A.Z. :D            | 2009 | Album                                      |
|       | Liebe, Sex und Twilight Zone | 2011 | Doppel-Album                               |
|       | Kaas & Jugglerz in Jamaica   | 2016 | EP                                         |
|       | Zucker                       | 2018 | EP                                         |

Sonstige
- 2004: Cocktales-EP (mit Enton Jackson)
- 2005: Amok Zahltag (Exclusive auf Unser Block)
- 2009: Streicheleinheiten (Juice Exclusive! auf Juice-CD #94)
- 2009: Was kommt dann? (HipHop.de Exclusive!)
- 2009: Gute alte Zeit (Internet-Exclusiv)
- 2009: Brainwash (Musik-Video mit Kool Savas, Sizzlac, Ruth Moschner)
- 2009: Der Beweis 2 (Mammut Remix) (mit Kool Savas, Plan B, Maeckes, Olli Banjo uvm.)
- 2009: Oma auf der Schaukel (Internet-Exclusiv für rap.de)
- 2009: Space Invaders (Juice Exclusive! auf Juice-CD #97)
- 2009: Was kommt dann (Internet-Exclusiv für hiphop.de)
- 2009: Exklusivinterview '09 (Internet-Exclusiv mit Massiv)
- 2009: Amokzahltag (Video)
- 2009: Wunderschöne Welt (Internet-Single)
- 2009: Sam Cooke und so (Video)
- 2009: 1899 Hoffenheim (mit Sucuk Ufuk)
- 2011: Kaas is wie (Juice-Exclusive! auf Juice-CD #109)
- 2016: Jamaica, Jamaica feat. Miwata (Single)
- 2017: War Is Over (Video als Teil von Musik bewegt)